# 布氏土星介
布氏土星介（学名：Ilyocypris bradyi）为土星介科土星介屬下的一个种。